# Studenets
Studenets (en rus: Студенец) és un poble de l'óblast d'Uliànovsk, a Rússia, que el 2010 tenia 832 habitants. Pertany al districte municipal de Kuzovàtovo.